# Glutammina N-fenilacetiltransferasi
La glutammina N-fenilacetiltransferasi è un enzima appartenente alla classe delle transferasi, che catalizza la seguente reazione:
fenilacetil-CoA + L-glutammina ⇄ CoA + α-N-fenilacetil-L-glutammina